# Fronte Unito (Repubblica Popolare Cinese)
Il Fronte Unito (统一战线S, Tǒngyī ZhànxiànP) nella Repubblica Popolare Cinese è una rete di gruppi e individui influenzati o controllati dal Partito Comunista Cinese e usata per promuoverne gli interessi. Tradizionalmente è stato un fronte popolare che include gli otto partiti legali, la Federazione Cinese dell'Industria e del Commercio (FCIC) e altre organizzazioni. Il Fronte Unito è gestito principalmente dal Dipartimento di Lavoro del Fronte Unito del Comitato centrale del Partito Comunista Cinese, ma include altre centinaia di organizzazioni subordinate in Cina e all'estero.

## Storia

### Antecedenti
Prima dell'attuale Fronte Unito ne sono esistiti altri con la guida o la partecipazione del PCC.
- Il "Fronte Unito di Rivoluzione Nazionale" (國民革命統一戰線T, Guómín gémìng tǒngyī zhànxiànS), noto come "primo Fronte Unito", tra il 1926 e il 1928 costruito dal PCC insieme al Partito Nazionalista.[1]
- In seguito alla rottura coi nazionalisti e la fondazione della Repubblica Sovietica Cinese, il "Fronte Unito Democratico degli Operai e dei Contadini" (工農民主統一戰線T, Gōngnóng mínzhǔ tǒngyī zhànxiànS) tra il 1931 e il 1937.[2]
- Il Secondo Fronte Unito, stabilito come alleanza militare tra l'Ottava Armata del PCC e la Nuova Quarta Armata dei nazionalisti nel '37 contro l'invasione giapponese. Il Secondo Fronte Unito dura ufficialmente fino al 1945, anche se già dal 1937 le due organizzazioni non collaborano nei fatti.[3]

### Fronte Unito nella Repubblica Popolare Cinese
L'attuale Fronte Unito ha preso forma nell'ultimo periodo della guerra civile contro il Partito Nazionalista. Il PCC creò attorno a sé un'alleanza di partiti minori - rappresentanti di settori non proletari e entro certi limiti anche di settori considerati "reazionari" - che avrebbero dovuto lentamente integrarsi nella Nuova Democrazia. Nel 1950 si svolse la Prima Conferenza del Fronte Unito, in cui venne formalizzato il novero di 8 partiti legali che partecipavano al Fronte e alla Conferenza Politica Consultiva del Popolo Cinese, mentre nel 1951 entrò a far parte del Fronte la Federazione Cinese dell'Industria e del Commercio. Inizialmente i dirigenti degli 8 partiti hanno assunto posizioni da ministri nel governo, debitamente compensati da membri del PCC come vice ministri. Con l'accelerazione della collettivizzazione nella seconda metà degli anni '50, il Fronte Unico perse il ruolo di organizzatore di settori non proletari esterni al PCC per concentrarsi più specificamente sugli intellettuali, seguendo le alterne vicende della lotta ideologica. L'avvio della Rivoluzione culturale segnò di fatto un'interruzione totale della tattica del fronte unito, con la fine di ogni tipo di collaborazione con le classi non proletarie. Dopo la prima fase "radicale" della Rivoluzione Culturale, nel 1970 e nel 1972 furono re istituite alcune funzioni per i partiti minori e la FCIC. Durante le manifestazioni contra la Banda dei Quattro nel 1976 i partiti minori tornarono a avere un ruolo politico pubblico.
L'avvio delle riforme economiche ha stabilizzato il ruolo del Fronte e della sua rappresentazione nella Conferenza politica consultiva del popolo cinese. Il preambolo della Costituzione del 1992 prevede, sotto la guida del Partito Comunista Cinese, "un ampio fronte unito patriottico, composto dai partiti democratici e dalle organizzazioni popolari che abbracciano tutto il popolo lavoratore socialista, tutti i costruttori del socialismo, tutti i patrioti che sostengono il socialismo e tutti i patrioti che lavorano per riunificazione della madrepatria".

## Il Dipartimento di Lavoro del Fronte Unito
Il Dipartimento di Lavoro del Fronte Unito (DLFU) è un dipartimento rispondente direttamente al Comitato Centrale del PCC. Dal 2018 ha assorbito la Amministrazione di Stato per gli Affari Religiosi (che supervisiona le 5 chiese ufficiali) e l'Ufficio per gli Affari dei Cinesi d'Oltremare. Sotto questo dipartimento opera anche la Commissione per gli Affari Etnici di Stato.

## Interpretazioni e controversie
L'accentramento di poteri sul Fronte Unico e il rispettivo Dipartimento di Lavoro ha creato un grande numero di reazioni. Secondo Gerry Groot la fusione di molti dipartimenti sotto il DLFU rappresenta la fine della pretesa separazione delle funzioni dello stato e del Partito Comunista Cinese. Altri studiosi hanno descritto il DLFU come lo strumento con cui il PCC controlla e coopta singole figure della società civile che non possono essere assorbite direttamente nel Partito.
Nel Maggio 2020, il governo statunitense ha pubblicato lo United States Strategic Approach to the People’s Republic of China in cui sostiene che il Fronte Unito "agisca su imprese, università, centri studi, studiosi, giornalisti, ufficiali locali, statali e federali degli Stati Uniti" per "influenzare il discorso e restringere le influenze straniera nella Repubblica Popolare Cinese".
Il più grande caucus del Partito Repubblicano degli Stati Uniti ha definito DLFU come "un'entità fondamentalmente maligna usata per contrastare ogni possibile opposizione all'autorità e alle politiche del PCC", e ha richiesto che i dirigenti del DLFU fossero sanzionati.
Il Segretario Generale del PCC Xi Jinping ha ripreso per il Fronte Unito la definizione di "arma magica" data da Mao Zedong, sottolineandone quindi l'importanza nella strategia politica del Partito.

## Partiti membri
| Partito                                                      | Nome Cinese          | Ideologia                                                                                | Congresso nazionale del popolo |
| ------------------------------------------------------------ | -------------------- | ---------------------------------------------------------------------------------------- | ------------------------------ |
| Società 3 Settembre                                          | 九三学社             | Progressismo Socialismo con caratteristiche cinesi                                       | 64 / 2 980                     |
| Lega Democratica Cinese                                      | 中国民主同盟         | Nazionalismo cinese Socialismo con caratteristiche cinesi                                | 58 / 2 980                     |
| Associazione di Costruzione Nazionale Democratica della Cina | 中国民主建国会       | Economia socialista di mercato Socialismo con caratteristiche cinesi Nazionalismo cinese | 57 / 2 980                     |
| Associazione Cinese per la Promozione della Democrazia       | 中国民主促进会       | Socialdemocrazia Socialismo con caratteristiche cinesi                                   | 55 / 2 980                     |
| Partito Democratico Cinese dei Contadini e dei Lavoratori    | 中国农工民主党       | Nuova democrazia Socialismo con caratteristiche cinesi                                   | 54 / 2 980                     |
| Comitato Rivoluzionario del Kuomintang                       | 中国国民党革命委员会 | Tre principi del popolo Socialismo con caratteristiche cinesi                            | 55 / 2 980                     |
| Partito della Cina per l'Interesse Pubblico                  | 中国致公党           | Federalismo Nazionalismo cinese Maoismo Socialismo con caratteristiche cinesi            | 38 / 2 980                     |
| Lega di Autogoverno Democratico di Taiwan                    | 台湾民主自治同盟     | Unificazione cinese Una Cina, due sistemi Socialismo con caratteristiche cinesi          | 13 / 2 980                     |